# Lijst van voetbalinterlands Costa Rica - Mexico
/Deze lijst van voetbalinterlands is een overzicht van alle officiële voetbalwedstrijden tussen de nationale teams van Costa Rica en Mexico. De Midden-Amerikaanse landen speelden tot op heden 59 keer tegen elkaar, te beginnen met een vriendschappelijke interland op 2 april 1935 in San Salvador (El Salvador). Het laatste duel, een groepswedstrijd tijdens de CONCACAF Gold Cup 2025, vond plaats in Paradise (Verenigde Staten) op 22 juni 2025.

## Wedstrijden
| №  | Plaats                   | Datum             | Competitie                      | Wedstrijd           | Uitslag |
| -- | ------------------------ | ----------------- | ------------------------------- | ------------------- | ------- |
| 1  | San Salvador             | 2 april 1935      | Vriendschappelijk               | Mexico – Costa Rica | 2 – 0   |
| 2  | Panama-Stad              | 22 februari 1938  | Vriendschappelijk               | Mexico – Costa Rica | 2 – 1   |
| 3  | Mexico-Stad              | 26 februari 1956  | Vriendschappelijk               | Mexico – Costa Rica | 1 – 1   |
| 4  | Mexico-Stad              | 20 oktober 1957   | WK 1958 kwalificatie            | Mexico – Costa Rica | 2 – 0   |
| 5  | San José                 | 27 oktober 1957   | WK 1958 kwalificatie            | Costa Rica – Mexico | 1 – 1   |
| 6  | Mexico-Stad              | 1 maart 1959      | Vriendschappelijk               | Mexico – Costa Rica | 3 – 1   |
| 7  | San José                 | 8 maart 1959      | Vriendschappelijk               | Costa Rica – Mexico | 1 – 2   |
| 8  | San José                 | 13 maart 1960     | Vriendschappelijk               | Costa Rica – Mexico | 1 – 1   |
| 9  | San José                 | 20 maart 1960     | Vriendschappelijk               | Costa Rica – Mexico | 0 – 3   |
| 10 | San José                 | 22 maart 1961     | WK 1962 kwalificatie            | Costa Rica – Mexico | 1 – 0   |
| 11 | Mexico-Stad              | 12 april 1961     | WK 1962 kwalificatie            | Mexico – Costa Rica | 4 – 1   |
| 12 | San Salvador             | 30 maart 1963     | CONCACAF-kampioenschap 1963     | Costa Rica – Mexico | 0 – 0   |
| 13 | Guatemala-Stad           | 6 april 1965      | CONCACAF-kampioenschap 1965     | Mexico – Costa Rica | 1 – 1   |
| 14 | San José                 | 25 april 1965     | WK 1966 kwalificatie            | Costa Rica – Mexico | 0 – 0   |
| 15 | Mexico-Stad              | 16 mei 1965       | WK 1966 kwalificatie            | Mexico – Costa Rica | 1 – 0   |
| 16 | San José                 | 30 november 1969  | CONCACAF-kampioenschap 1969     | Costa Rica – Mexico | 2 – 0   |
| 17 | Port of Spain            | 2 december 1971   | CONCACAF-kampioenschap 1971     | Mexico – Costa Rica | 1 – 0   |
| 18 | San José                 | 6 augustus 1972   | Vriendschappelijk               | Costa Rica – Mexico | 1 – 0   |
| 19 | Mexico-Stad              | 12 oktober 1972   | Vriendschappelijk               | Mexico – Costa Rica | 3 – 0   |
| 20 | Mexico-Stad              | 17 augustus 1975  | Vriendschappelijk               | Mexico – Costa Rica | 7 – 0   |
| 21 | San José                 | 15 maart 1983     | Vriendschappelijk               | Costa Rica – Mexico | 0 – 1   |
| 22 | Mexico-Stad              | 22 maart 1983     | Vriendschappelijk               | Mexico – Costa Rica | 1 – 0   |
| 23 | San José                 | 17 april 1991     | Vriendschappelijk               | Costa Rica − Mexico | 0 − 0   |
| 24 | Los Angeles              | 7 juli 1991       | CONCACAF Gold Cup 1991          | Mexico – Costa Rica | 2 – 0   |
| 25 | Los Angeles              | 27 november 1991  | Vriendschappelijk               | Mexico − Costa Rica | 1 − 1   |
| 26 | Mexico-Stad              | 22 november 1992  | WK 1994 kwalificatie            | Mexico – Costa Rica | 4 – 0   |
| 27 | San José                 | 29 november 1992  | WK 1994 kwalificatie            | Costa Rica – Mexico | 2 – 0   |
| 28 | San José                 | 26 juni 1993      | Vriendschappelijk               | Costa Rica − Mexico | 0 − 2   |
| 29 | Mexico-Stad              | 15 juli 1993      | CONCACAF Gold Cup 1993          | Mexico – Costa Rica | 1 – 1   |
| 30 | San José                 | 16 maart 1997     | WK 1998 kwalificatie            | Costa Rica − Mexico | 0 − 0   |
| 31 | Santa Cruz               | 19 juni 1997      | Copa América 1997               | Mexico – Costa Rica | 1 – 1   |
| 32 | Mexico-Stad              | 9 november 1997   | WK 1998 kwalificatie            | Mexico – Costa Rica | 3 – 3   |
| 33 | Mexico-Stad              | 16 juni 2001      | WK 2002 kwalificatie            | Mexico – Costa Rica | 1 – 2   |
| 34 | San José                 | 7 oktober 2001    | WK 2002 kwalificatie            | Costa Rica – Mexico | 0 – 0   |
| 35 | Mexico-Stad              | 24 juli 2003      | CONCACAF Gold Cup 2003          | Costa Rica – Mexico | 0 – 2   |
| 36 | Los Angeles              | 31 maart 2004     | Vriendschappelijk               | Mexico – Costa Rica | 2 – 0   |
| 37 | San José                 | 9 februari 2005   | WK 2006 kwalificatie            | Costa Rica – Mexico | 1 – 2   |
| 38 | Mexico-Stad              | 17 augustus 2005  | WK 2006 kwalificatie            | Mexico – Costa Rica | 2 – 0   |
| 39 | Houston                  | 17 juni 2007      | CONCACAF Gold Cup 2007          | Mexico – Costa Rica | 1 – 0   |
| 40 | Mexico-Stad              | 28 maart 2009     | WK 2010 kwalificatie            | Mexico – Costa Rica | 2 – 0   |
| 41 | Chicago                  | 23 juli 2009      | CONCACAF Gold Cup 2009          | Costa Rica – Mexico | 1 – 1   |
| 42 | San José                 | 5 september 2009  | WK 2010 kwalificatie            | Costa Rica – Mexico | 0 – 3   |
| 43 | Chicago                  | 12 juni 2011      | CONCACAF Gold Cup 2011          | Mexico – Costa Rica | 4 – 1   |
| 44 | San José                 | 7 september 2012  | WK 2014 kwalificatie            | Costa Rica – Mexico | 0 – 2   |
| 45 | Mexico-Stad              | 11 september 2012 | WK 2014 kwalificatie            | Mexico – Costa Rica | 1 – 0   |
| 46 | Mexico-Stad              | 11 juni 2013      | WK 2014 kwalificatie            | Mexico – Costa Rica | 0 – 0   |
| 47 | San José                 | 15 oktober 2013   | WK 2014 kwalificatie            | Costa Rica − Mexico | 2 − 1   |
| 48 | Orlando                  | 27 juni 2015      | Vriendschappelijk               | Mexico − Costa Rica | 2 − 2   |
| 49 | East Rutherford          | 19 juli 2015      | CONCACAF Gold Cup 2015          | Mexico − Costa Rica | 1 − 0   |
| 50 | Mexico-Stad              | 24 maart 2017     | WK 2018 kwalificatie            | Mexico − Costa Rica | 2 − 0   |
| 51 | San José                 | 5 september 2017  | WK 2018 kwalificatie            | Costa Rica − Mexico | 1 − 1   |
| 52 | San Nicolás de los Garza | 11 oktober 2018   | Vriendschappelijk               | Mexico − Costa Rica | 3 − 2   |
| 53 | Houston                  | 29 juni 2019      | CONCACAF Gold Cup 2019          | Mexico − Costa Rica | 1 − 1   |
| 54 | Wiener Neustadt          | 30 maart 2021     | Vriendschappelijk               | Costa Rica − Mexico | 0 − 1   |
| 55 | Denver                   | 3 juni 2021       | CONCACAF Nations League 2019/20 | Mexico − Costa Rica | 0 − 0   |
| 56 | San José                 | 5 september 2021  | WK 2022 kwalificatie            | Costa Rica − Mexico | 0 − 1   |
| 57 | Mexico-Stad              | 30 januari 2022   | WK 2022 kwalificatie            | Mexico – Costa Rica | 0 – 0   |
| 58 | Arlington                | 8 juli 2023       | CONCACAF Gold Cup 2023          | Mexico − Costa Rica | 2 − 0   |
| 59 | Paradise                 | 22 juni 2025      | CONCACAF Gold Cup 2025          | Mexico − Costa Rica | 0 – 0   |

## Samenvatting
| Competitie              | Totaal gespeeld | Winst Costa Rica | Gelijk | Winst Mexico | Doelsaldo Costa Rica – Mexico |
| ----------------------- | --------------- | ---------------- | ------ | ------------ | ----------------------------- |
| WK-kwalificatie         | 24              | 4                | 8      | 12           | 14 − 33                       |
| CONCACAF Gold Cup       | 14              | 1                | 6      | 7            | 7 − 17                        |
| CONCACAF Nations League | 1               | 0                | 1      | 0            | 0 − 0                         |
| Copa América            | 1               | 0                | 1      | 0            | 1 − 1                         |
| Vriendschappelijk       | 19              | 1                | 5      | 13           | 11 − 37                       |
| Totaal                  | 59              | 6                | 21     | 32           | 33 − 88                       |

Wedstrijden bepaald door strafschoppen worden, in lijn met de FIFA, als een gelijkspel gerekend.

## Details

### Eerste ontmoeting
| Vriendschappelijk (San Salvador, El Salvador, 2 april 1935): |       |            |
| Mexico                                                       | 2 – 0 | Costa Rica |
| Luis Pérez 26' Tomás Lozano 67'                              | goals |            |

### Tweede ontmoeting
| Vriendschappelijk (Panama-Stad, Panama, 22 februari 1938): |       |                      |
| Mexico                                                     | 2 – 1 | Costa Rica           |
| Horacio Casarín 5' Horacio Casarín 59'                     | goals | 20' Alejandro Morera |

### 24ste ontmoeting
| CONCACAF Gold Cup 1991 (Los Angeles, Verenigde Staten, 7 juli 1991): |       |            |
| Mexico                                                               | 2 – 0 | Costa Rica |
| Gonzalo Farfán 9' Benjamin Galindo 89'                               | goals |            |

### 50ste ontmoeting
| WK 2018 kwalificatie (Mexico-Stad, Mexico, 24 maart 2017): |              | |
| Mexico | 2 – 0        | Costa Rica |
| Javier Hernández 7' Néstor Araujo 45' | goals        | |
| Juan Carlos Osorio | bondscoach   | Óscar Ramírez |
| Guillermo Ochoa Néstor Araujo Carlos Salcedo Héctor Moreno Rafael Márquez 61' Jonathan Dos Santos Miguel Layún Héctor Herrera Carlos Vela Oribe Peralta 46' Javier Hernández 66' | opstellingen | Keylor Navas Giancarlo González Cristian Gamboa Francisco Calvo Johnny Acosta Celso Borges 55' Christian Bolaños 61' Randall Azofeifa Ronald Matarrita Bryan Ruiz 80' Johan Venegas   |
| Jürgen Damm 46' Jesús Molina 61' Raúl Jiménez 66' José Corona Alfredo Talavera Oswaldo Alanís Luis Reyes Luis Montes Jesús Gallardo Orbelín Pineda Jesús Dueñas Elías Hernández  | wissels      | 55' Joel Campbell 61' David Guzmán 80' Marco Ureña Patrick Pemberton Danny Carvajal Heiner Mora Bryan Oviedo Kendall Waston Michael Umaña Rodney Wallace Yeltsin Tejeda Ulises Segura |
| Héctor Moreno 37' | gele kaarten | 88' Johnny Acosta |

FEDEFUTBOL · A-internationals · Selecties · Bondscoaches · Costa Ricaans vrouwenelftal · Costa Rica U21 · Costa Rica U20 · Costa Rica U19 · Costa Rica U18 · Costa Rica U17
1920 – 1949 ·
1950 – 1969 ·
1970 – 1979 ·
1980 – 1989 ·
1990 – 1999 ·
2000 – 2009 ·
2010 – 2019 ·
2020 − 2029
Copa América 1997 · 
Copa América 2001 · 
Copa América 2004 · 
Copa América 2011 · 
Copa América 2016
WK 1990 · 
WK 2002 · 
WK 2006 · 
WK 2014 · 
WK 2018
OS 1980 · 
OS 1984 · 
OS 2004
1921 · 
1922–1929 · 
1930 · 
1931–1934 · 
1935 · 
1936–1937 · 
1938 · 
1939 · 
1940 · 
1941 · 
1942 · 
1943 · 
1944–1945 · 
1946 · 
1947 · 
1948 · 
1949 · 
1950 · 
1951 · 
1952 · 
1953 · 
1954 · 
1955 · 
1956 · 
1957 · 
1958 · 
1959 · 
1960 · 
1961 · 
1962 · 
1963 · 
1964 · 
1965 · 
1966 · 
1967 · 
1968 · 
1969 · 
1970 · 
1971 · 
1972 · 
1973 · 
1974–1975 · 
1976 · 
1977–1978 · 
1979 · 
1980 · 
1981–1982 · 
1983 · 
1984 · 
1985 · 
1986 · 
1987 · 
1988 · 
1989 · 
1990 · 
1991 · 
1992 · 
1993 · 
1994 · 
1995 · 
1996 · 
1997 · 
1998 · 
1999 · 
2000 · 
2001 · 
2002 · 
2003 · 
2004 · 
2005 · 
2006 · 
2007 · 
2008 · 
2009 · 
2010 · 
2011 · 
2012 · 
2013 · 
2014 · 
2015 · 
2016 · 
2017 ·
2018 ·
2019 ·
2020 ·
2021 ·
2022 ·
2023 ·
2024
Argentinië ·
Aruba ·
Australië ·
Bahama's ·
Barbados ·
België ·
Belize ·
Bermuda ·
Bolivia ·
Bosnië en Herzegovina ·
Brazilië ·
Canada ·
Chili ·
China ·
Colombia ·
Cuba ·
Curaçao ·
Dominicaanse Republiek ·
Duitsland ·
Ecuador ·
El Salvador ·
Engeland ·
Finland ·
Frankrijk ·
Grenada ·
Griekenland ·
Guatemala ·
Guyana ·
Haïti ·
Honduras ·
Hongarije ·
Ierland ·
Iran ·
Italië ·
Jamaica ·
Japan ·
Joegoslavië ·
Kameroen ·
Marokko ·
Mexico ·
Nederland ·
Nederlandse Antillen ·
Nicaragua ·
Nieuw-Zeeland ·
Nigeria ·
Noord-Ierland ·
Noorwegen ·
Oekraïne ·
Oezbekistan ·
Oman ·
Oostenrijk ·
Panama ·
Paraguay ·
Peru ·
Polen ·
Puerto Rico ·
Qatar ·
Rusland ·
Saint Kitts en Nevis ·
Saint Vincent en de Grenadines ·
Saoedi-Arabië ·
Schotland ·
Servië ·
Slowakije ·
Sovjet-Unie ·
Spanje ·
Suriname ·
Trinidad en Tobago ·
Tsjechië ·
Tsjecho-Slowakije ·
Tunesië ·
Turkije ·
Uruguay ·
Venezuela ·
Verenigde Arabische Emiraten ·
Verenigde Staten ·
Wales ·
Zuid-Afrika ·
Zuid-Korea ·
Zweden ·
Zwitserland
Brazilië (2018) ·
China (2002) · 
Duitsland (2006) · 
Ecuador (2006) · 
Engeland (2014) · 
Griekenland (2014) · 
Italië (2014) ·
Nederland (2014) · 
Polen (2006) · 
Servië (2018) ·
Spanje (2022) ·
Turkije (2002) · 
Uruguay (2014) ·
Zwitserland (2018)
FMF · A-internationals · Selecties · Bondscoaches · Statistieken · Mexicaans vrouwenelftal · Olympisch elftal · Mexico U21 · Mexico U20 · Mexico U19 · Mexico U18 · Mexico U17
1920 – 1949 ·
1950 – 1969 ·
1970 – 1979 ·
1980 – 1989 ·
1990 – 1999 ·
2000 – 2009 ·
2010 – 2019 ·
2020 – 2029
Copa América 1993 ·
Copa América 1995 ·
Copa América 1997 ·
Copa América 1999 ·
Copa América 2001 ·
Copa América 2004 ·
Copa América 2007 ·
Copa América 2011 ·
Copa América 2015 · 
Copa América 2016
WK 1930 ·
WK 1950 ·
WK 1954 ·
WK 1958 ·
WK 1962 ·
WK 1966 ·
WK 1970 ·
WK 1978 ·
WK 1986 ·
WK 1994 ·
WK 1998 ·
WK 2002 ·
WK 2006 ·
WK 2010 ·
WK 2014 · 
WK 2018
OS 1928 ·
OS 1948 ·
OS 1964 ·
OS 1968 ·
OS 1972 ·
OS 1976 ·
OS 1992 ·
OS 1996 ·
OS 2004 ·
OS 2012 ·
OS 2016 ·
OS 2020
1923 ·
1924–1927 ·
1928 ·
1929 ·
1930 ·
1931–1933 ·
1934 ·
1935 ·
1936 ·
1937 ·
1938 ·
1939–1946 ·
1947 ·
1948 ·
1949 ·
1950 ·
1951 ·
1952 ·
1953 ·
1954 ·
1955 ·
1956 ·
1957 ·
1958 ·
1959 ·
1960 ·
1961 ·
1962 ·
1963 ·
1964 ·
1965 ·
1966 ·
1967 ·
1968 ·
1969 ·
1970 · 
1971 · 
1972 · 
1973 · 
1974 · 
1975 · 
1976 · 
1977 · 
1978 · 
1979 · 
1980 · 
1981 · 
1982 · 
1983 · 
1984 · 
1985 · 
1986 · 
1987 · 
1988 · 
1989 · 
1990 · 
1991 · 
1992 · 
1993 · 
1994 · 
1995 · 
1996 · 
1997 · 
1998 · 
1999 · 
2000 · 
2001 · 
2002 · 
2003 · 
2004 · 
2005 · 
2006 · 
2007 · 
2008 · 
2009 · 
2010 · 
2011 · 
2012 · 
2013 · 
2014 · 
2015 · 
2016 ·
2017 ·
2018 ·
2019 ·
2020 ·
2021 ·
2022 ·
2023
Albanië ·
Algerije ·
Angola ·
Argentinië ·
Australië ·
België ·
Belize ·
Bermuda ·
Bolivia ·
Bosnië en Herzegovina ·
Brazilië ·
Bulgarije ·
Canada ·
Chili ·
China ·
Colombia ·
Congo-Kinshasa ·
Costa Rica ·
Cuba ·
Curaçao ·
DDR ·
Denemarken ·
Dominica ·
Dominicaanse Republiek ·
Duitsland ·
Ecuador ·
Egypte ·
El Salvador ·
Engeland ·
Estland ·
Fiji ·
Finland ·
Frankrijk ·
Gambia ·
Ghana ·
Griekenland ·
Guatemala ·
Guyana ·
Haïti ·
Honduras ·
Hongarije ·
Ierland ·
IJsland ·
Irak ·
Iran ·
Israël ·
Italië ·
Ivoorkust ·
Jamaica ·
Japan ·
Joegoslavië ·
Kameroen ·
Kroatië ·
Liberia ·
Luxemburg ·
Marokko ·
Martinique ·
Nederland ·
Nederlandse Antillen ·
Nicaragua ·
Nieuw-Zeeland ·
Nigeria ·
Noord-Ierland ·
Noord-Korea ·
Noorwegen ·
Oekraïne ·
Oezbekistan ·
Panama ·
Paraguay ·
Peru ·
Polen ·
Portugal ·
Qatar ·
Roemenië ·
Rusland ·
Saint Kitts en Nevis ·
Saint Vincent en de Grenadines ·
Saoedi-Arabië ·
Schotland ·
Senegal ·
Servië ·
Slovenië ·
Slowakije ·
Sovjet-Unie ·
Spanje ·
Suriname ·
Trinidad en Tobago ·
Tsjechië ·
Tsjecho-Slowakije ·
Tunesië ·
Turkije ·
Uruguay ·
Venezuela ·
Verenigde Staten ·
Wales ·
Wit-Rusland ·
Zuid-Afrika ·
Zuid-Korea ·
Zweden ·
Zwitserland
Angola (2006) ·
Argentinië (2006) ·
Brazilië (1999) ·
Brazilië (2014) ·
Brazilië (2018) ·
Duitsland (2018) ·
Frankrijk (2010) ·
Iran (2006) ·
Kameroen (2014) ·
Kroatië (2014) ·
Nederland (2014) ·
Portugal (2006) ·
Uruguay (2010) ·
Zuid-Afrika (2010) ·
Zuid-Korea (2018) ·
Zweden (2018)